# Corts de Montsó-Barcelona (1563-1564)

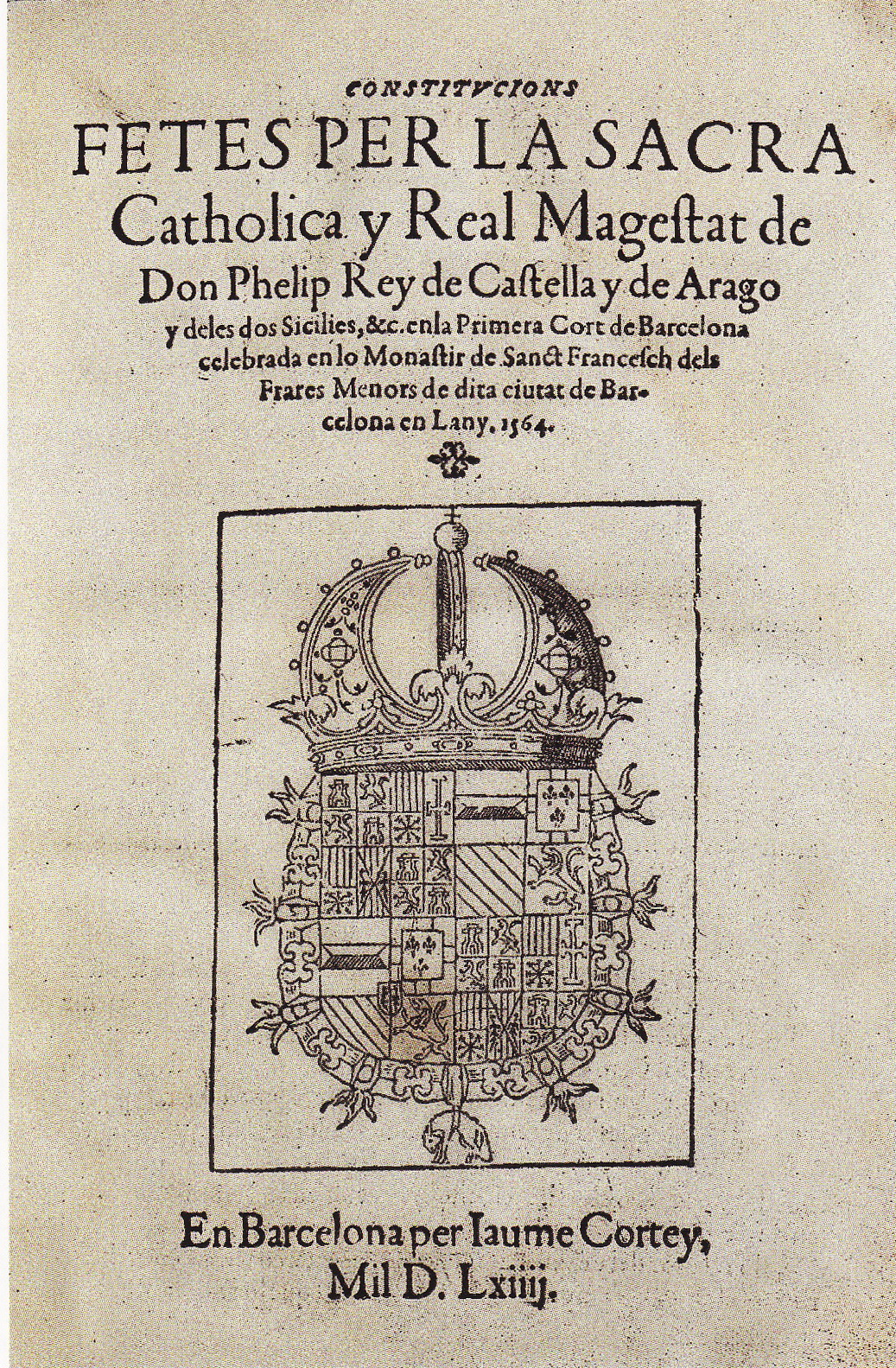
Constitucions de 1564

Les Corts de Montsó-Barcelona de 1564 van ser presidides pel rei Felip I d'Aragó. Era President de la Generalitat quan es van convocar, en Miquel d'Oms i de Sentmenat, si bé les sessions varen ser dins del mandat d'Onofre Gomis.
De fet, la convocatòria inicial era per al 4 d'agost de 1563 a Montsó. Posteriorment es modificà la data per dues vegades, primer per al 26 d'agost i finalment per al 13 de setembre de 1563. Les Corts generals van finalitzar el 23 de gener de 1564 a Montsó.

## Corts Catalanes
El 28 de gener de 1564, els diputats barcelonins se'n tornen amb la notícia que el rei traslladaria la seu de les Corts Catalanes a Barcelona, on jurarà les Constitucions i privilegis de Catalunya. Felip I va entrar a Barcelona el 6 de febrer i jurà les Constitucions l'1 de març.
La permanent desconfiança de les institucions catalanes envers els oficials reials, provocava forces tensions i el rei decidí finar les corts el 23 de març de 1564, enpitjorant encara més la relació.